# Акустичні фільтри

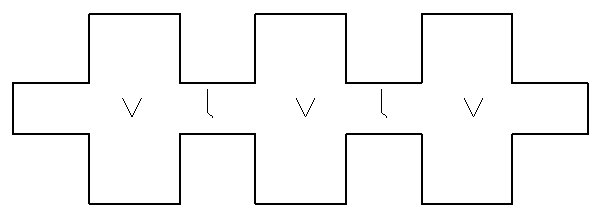

Акусти́чні фі́льтри — системи, які пропускають або затримують звукові хвилі в певному діапазоні частот. Прикладом є система, зображена на рисунку. Вона затримує коливання, частоти яких вищі за
{\displaystyle 2 \over {\sqrt {m\rho }}},
- де {\displaystyle \rho } — пружність повітря в об'ємі V,
- m — маса повітря в трубі l.

Складнішими прикладами можна вважати автомобільний глушник, глушник стрілецької зброї, фазоінвертор акустичної системи.
Акустичні фільтри, які пропускають всі частоти від нульової до заданої, називаються низькочастотними; ті, які пропускають частоти, вищі за задану, — високочастотними, а ті, які пропускають вузький діапазон частот, — смуговими.